# Joueurs (roman)
Pour l’article homonyme, voir Joueurs.
Joueurs (titre original :Players) est un roman de l'écrivain américain Don DeLillo, publié en 1977.

## Résumé
Ce roman, le cinquième de Don DeLillo, suit le destin d’un couple de yuppies new-yorkais qui lentement se désagrège.
Lyle travaille à la Bourse de New York et passe ses soirées assis devant la télévision tandis que sa femme Pammy travaille dans une « entreprise de gestion du deuil » au World Trade Center. Bien que leur mariage soit sans problème et qu'ils aient beaucoup d'amis, un nuage d'ennui plane sur leur vie domestique.
Pammy rejoint ses amis Ethan et Jack lors d'un voyage dans le Maine, où ils réalisent que leur nostalgie collective d'une époque plus simple et de la vie rurale est en grande partie inventée. Pammy entame une relation sexuelle avec Jack, qui a une relation homosexuelle avec Ethan. Leur histoire se termine par l'auto-immolation inexplicable de Jack dans une décharge voisine.
Parallèlement, dans une intrigue concomitante, Lyle assiste à la mort par balle d'une de ses connaissances, George Sedbauer, à la bourse de Wall Street. A travers cet événement, Lyle prend conscience d'un vague complot terroriste qui cible le système financier de Wall Street, et sa curiosité l'entraîne à y prendre part. Son recrutement et sa participation tiennent à la fois à l'attrait d'une activité révolutionnaire et à la perspective de rompre l'ennui de sa vie ordinaire. Son engagement auprès des radicaux, eux-mêmes dépourvus de toute moralité ou idéologie particulière, devient encore plus absurde lorsqu'il tente d'informer sur eux des agents gouvernementaux tout aussi mal définis, et commence à avoir des relations sexuelles avec deux autres conspirateurs. Lyle découvre que J. Kinnear, l'une des figures clés de l'ombre dans le réseau terroriste, est lui-même un agent double, et le réseau de conspirations essentiellement dénuées de sens semble être infini et constituer une fin en soi.